# Acanthodactylus masirae
Espèce
Statut de conservation UICN

 DD  : Données insuffisantes
Acanthodactylus masirae est une espèce de sauriens de la famille des Lacertidae.

## Répartition
Cette espèce est endémique d'Oman. Elle se rencontre au Dhofar et à Masirah.

## Étymologie
Cette espèce est nommée en référence au lieu de sa découverte.

## Publication originale
- Arnold, 1980 : The scientific results of the Oman flora and fauna survey 1977 (Dhofar). The reptiles and amphibians of Dhofar, southern Arabia. Journal of Oman studies special report n. 2, p. 273-332.